# Steel Panther
Steel Panther is een glammetalband uit Los Angeles die in 2000 werd opgericht. De groep begon onder de naam Metal Shop, wat al snel veranderde in Metal Skool en vervolgens in Steel Panther. Steel Panther is vooral bekend om expliciete en humoristische teksten, alsmede vanwege hun ode aan hairmetal en de levensstijl van de jaren tachtig.

## Bezetting

### Huidige bandleden
- Michael Starr (Ralph Saenz) - zanger
- Satchel (Russ Parrish) - gitarist, zanger[1]
- Spyder (Joe Lester) - bassist
- Stix Zadinia (Darren Leader) - drummer, zanger, toetsenist

### Voormalige bandleden
- Lexxi Foxx (Travis Haley) - bassist, zanger (2000-2021)
- Ray Luzier - drummer, percussionist (2000-2003)

## Discografie

### Studio-albums
| Album met eventuele hitnotering(en) in de Nederlandse Album Top 100 | Datum van verschijnen | Datum van binnenkomst | Hoogste positie | Aantal weken | Opmerkingen                                 |
| ------------------------------------------------------------------- | --------------------- | --------------------- | --------------- | ------------ | ------------------------------------------- |
| Hole Patrol                                                         | 2003                  | -                     |                 |              | Debuut EP                                   |
| Feel the Steel                                                      | 08-06-2009            | -                     |                 |              | Debuutalbum                                 |
| Balls Out                                                           | 28-10-2011            | -                     |                 |              |                                             |
| All You Can Eat                                                     | 01-04-2014            | -                     |                 |              |                                             |
| Lower the Bar                                                       | 24-03-2017            | -                     |                 |              |                                             |
| Heavy Metal Rules                                                   | 27-09-2019            | -                     |                 |              | Laatste album met Travis "Lexxi Foxx" Haley |
| On the Prowl                                                        | 24-02-2023            | -                     |                 |              | Eerste album met Joe "Spyder" Lester        |

### Livealbums
- Live from Lexxi's Mom's Garage (2016)

### Singles
- Love Rocket (2001)
- Death to All But Metal (2009) van Feel the Steel (gastvocals van Corey Taylor)
- Community Property (2009) van Feel the Steel
- Party Like Tomorrow Is The End Of The World (2013) van All You Can Eat
- The Burden Of Being Wonderful (2013) van All You Can Eat
- Gloryhole (2013) van All You Can Eat

## Videoclips
- "Fat Girl (Thar She Blows)" (2005) (als Metal Skool)
- "Death to All But Metal" (2008) (met onder meer Sarah Silverman in de videoclip)
- "Community Property" (2009)
- "If You Really Really Love Me" (2011)
- "Party Like Tomorrow Is the End of the World" (2013) (met onder meer Steve O in de videoclip)
- "The Burden of Being Wonderful" (2014)
- "Gloryhole" (2014)
- "She's Tight" (2016) (met onder meer Robin Zander in de videoclip)
- "Poontang Boomerang" (2017)
- "I Got What You Want" (2017)

## Hitlijsten

### De Zwaarste Lijst
| Nummer                 | '09* | '10* | '11* | '12* | '13 | '14 | '15 | '16 | '17 | '18 | '19 | '20 | '21 | '22 | '23 | '24 | '25 |
| ---------------------- | ---- | ---- | ---- | ---- | --- | --- | --- | --- | --- | --- | --- | --- | --- | --- | --- | --- | --- |
| Death to All But Metal | -    | -    | -    | -    | -   | -   | -   | -   | 55  | -   | -   | -   | -   | -   | -   | -   | -   |

- Tot 2012 had de Zwaarste Lijst 70 plaatsen. Dit werd vanaf 2013 verminderd tot 66.